# West Swanzey
West Swanzey är en census-designated place i Cheshire County i delstaten New Hampshire, USA med 1 281 invånare (2020). 